# Jan Slaski (senator)

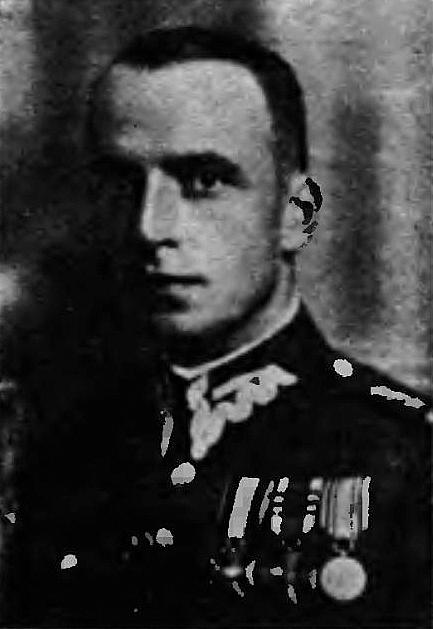
Jan Slaski w mundurze porucznika WP

Jan Slaski (Ślaski, niewłaściwie Śląski) (ur. 7 grudnia 1895 w majątku Trzebcz Szlachecki, pow. chełmiński, zm. 16 kwietnia 1940 w Katyniu) – polski polityk i wojskowy, major kawalerii Wojska Polskiego II Rzeczypospolitej, poseł IV kadencji i senator V kadencji II RP, ofiara zbrodni katyńskiej, zamordowany w Katyniu.

## Życiorys
Pochodził ze szlacheckiej rodziny Slaskich herbu Grzymała. Syn Ludwika Maurycego Slaskiego i Marii z domu Świackiej.
Ukończył Szkołę Podchorążych Kawalerii w Dobritz k. Berlina. W czasie I wojny światowej walczył na froncie rosyjskim i francuskim. Od stycznia do maja 1919 roku pracował w Organizacji Wojskowej Pomorza i w Wielkopolsce. Podczas powstania wielkopolskiego, organizował 2 pułk ułanów i był w nim dowódcą I szwadronu. Również jako dowódca szwadronu walczył w wojnie polsko-bolszewickiej. Za powstrzymanie nacierających Rosjan odznaczony krzyżem Virtuti Militari (nr 4317). Służbę zakończył w stopniu rotmistrza ze starszeństwem z dniem 1 czerwca 1919 roku. 
Od 1922 roku gospodarował w rodzinnym majątku Trzebcz. Od 1929 roku był prezesem powiatowego Związku Kółek Rolniczych. Za jego sprawą doszło do połączenia pomorskiego Związku Ziemian (którego był prezesem) z pomorskim Towarzystwem Rolniczym. Był radcą Izby Przemysłowo-Handlowej w Gdyni i Pomorskiej Izby Rolniczej w Toruniu, a także prezesem Pomorskiego Związku Ziemian.
W 1935 wybrany posłem na Sejm RP IV kadencji (1935–1938) z listy BBWR, z okręgu nr 101 (Toruń miasto i powiat, Chełmno, Wąbrzeźno). W kolejnej, V kadencji był senatorem bezpartyjnym z województwa pomorskiego (od 11 września 1938).
Na stopień majora został mianowany ze starszeństwem z 19 marca 1939 i 21. lokatą w korpusie oficerów rezerwy kawalerii.
W kampanii wrześniowej został przydzielony do Sztabu Naczelnego Wodza. W ręce sowieckie wpadł pod Tarnopolem 18 września 1939 roku. Więziony w Kamieńcu Podolskim, internowany w Kozielsku, następnie zamordowany w Katyniu.
Jan Slaski był żonaty z Marią z Horochów, z którą miał troje dzieci: Jana (1934-2022), Iwonę Marię (ur. 1935) i Andrzeja (1938–2007). Iwona Maria była żoną Krzysztofa Dąbrowskiego (1931–1979). Andrzej był wieloletnim prezesem Warszawsiego Oddziału Polskiego Towarzystwa Ziemiańskiego żonatym z Marią z domu Apryszko (1939-2013).
5 października 2007 Minister Obrony Narodowej awansował go pośmiertnie na stopień podpułkownika. Awans został ogłoszony 9 listopada 2007 w Warszawie, w trakcie uroczystości „Katyń Pamiętamy – Uczcijmy Pamięć Bohaterów”.

## Upamiętnienie
Został upamiętniony na tablicy pamiątkowej odsłoniętej 3 lipca 1999 w gmachu Senatu RP ku czci senatorów II RP, którzy zginęli w czasie II wojny światowej i okresie powojennych represji.
W Trzebczu Szlacheckim, z którym związana jest historia rodziny Slaskich, mieści się niepubliczna Szkoła Podstawowa im. Jana Slaskiego.

## Odznaczenia
- Krzyż Srebrny Orderu Virtuti Militari nr 4317 (za czyny pod miejscowością Szczurowice[13]; przyznany w 1921[14]),
- Krzyż Walecznych – czterokrotnie,
- Złoty Krzyż Zasługi (8 lutego 1930)[15],
- Medal Niepodległości (25 lipca 1933)[16].